# خوليو ميدينا الثالث
خوليو ميدينا الثالث (بالإسبانية: Julio Medina III)‏ هو مدرب كرة قدم ولاعب كرة قدم بنمي في مركز الوسط، ولد في 14 يوليو 1976 في بنما. شارك مع منتخب بنما لكرة القدم. أما مع النوادي، فقد لعب مع نادي أكويلا ونادي ديبورتيفو أراب يونيدو ونادي كوميونيكيشنس ونادي ماراثون.

## وصلات خارجية
- خوليو ميدينا الثالث على موقع الاتحاد الدولي (مؤرشف)  (الإنجليزية)
- خوليو ميدينا الثالث على موقع قاعدة بيانات كرة القدم.إي يو (الإنجليزية)
- خوليو ميدينا الثالث على موقع ناشيونال فوتبول تيمز (الإنجليزية)